# Z225/228、Z227/226次列车
Z225/228、Z227/226次列车是中国铁路目前运营于首都北京和安徽省会合肥之间的直達特快旅客列车，自2004年4月17日起開行，由上海铁路局合肥客運段北京一队担当客运业务。列車使用25T型客车，沿京九铁路，阜六铁路和宁西铁路运行，途径北京、河北、山東、河南、安徽四省一市，全程1107公里。其中北京豐臺站至合肥站运行9小时42分，使用车次Z225/228次，合肥站至北京豐臺站运行10小时06分，使用车次Z227/226次。本班列车是六安市唯一一班进京普速列车。

## 历史
2004年4月，中国铁路实施第五次大提速，开通多班直达特快列车，其中包括北京至合肥的Z73/74次。首班Z74次列车于2004年4月17日从合肥开出，成为安徽首班直达特快列车，当时的编组包括9辆硬卧、8辆软卧和1辆餐车。此后，该列车客流常年居高不下，节假日期间更出现一票难求的情况。但随着合蚌客运专线于2012年10月16日开通，京合两地之间开通多班高速动车组列车，Z73/74次的紧张状况得以缓解。
2014年12月10日，全国铁路实施新的列车运行图，Z73/74次於黄村至合肥段由京沪、水蚌、淮南线改经京九、阜六、合武线运行，车次改为Z225/228、Z227/226次。其中在合武铁路上运行时因上下行方向改变，车次发生变动。同时，北京南至合肥的G261次列车延长至六安终到，这使六安的进京列车数量达到两班。

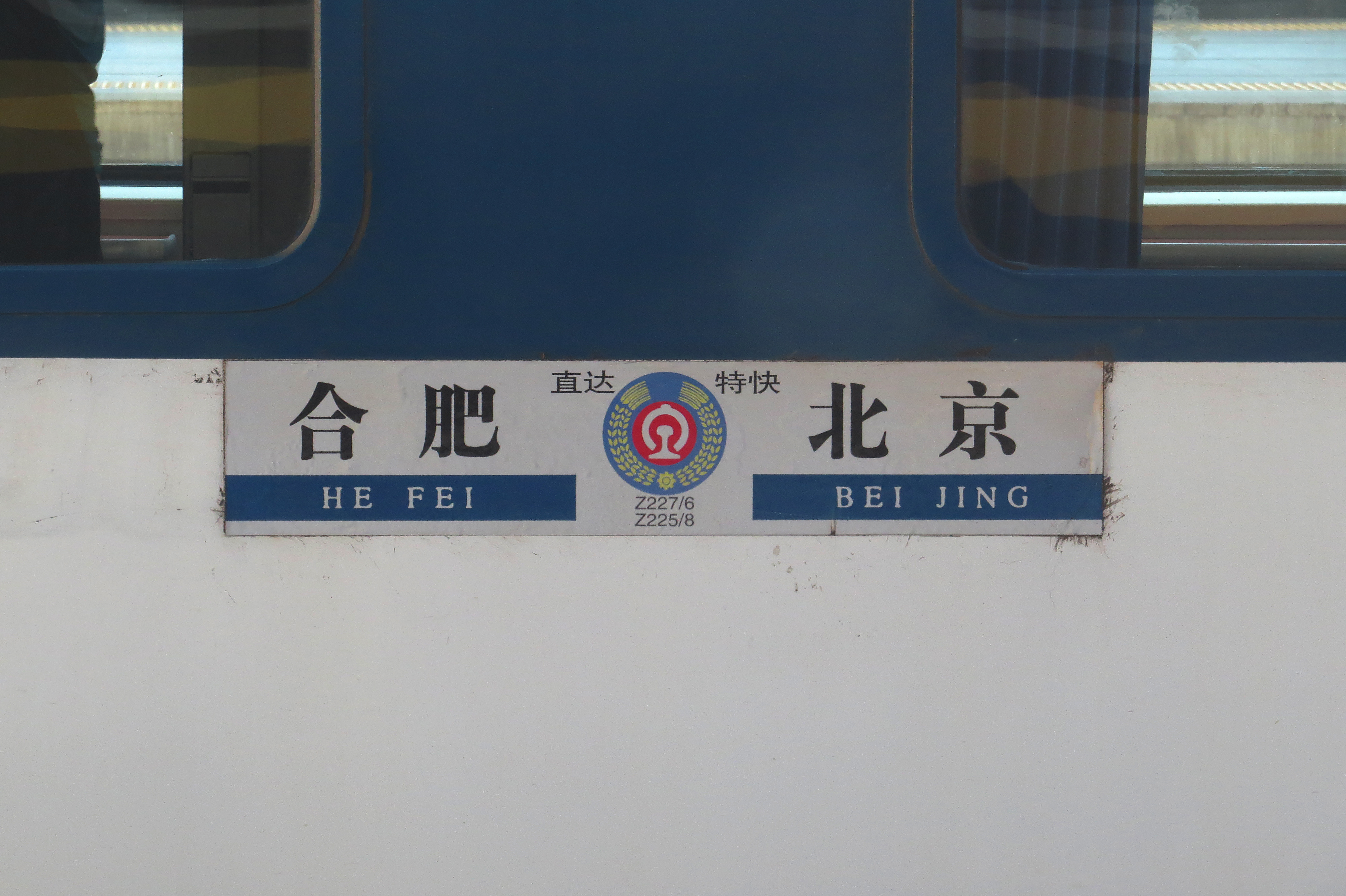
列车水牌（2016年6月）

2018年7月1日，Z225/228、Z227/226次列车於合肥至六安段改經宁西铁路運行。
2022年6月20日，Z225/228、Z227/226次列车改為北京豐臺站始發終到。

## 列车编组

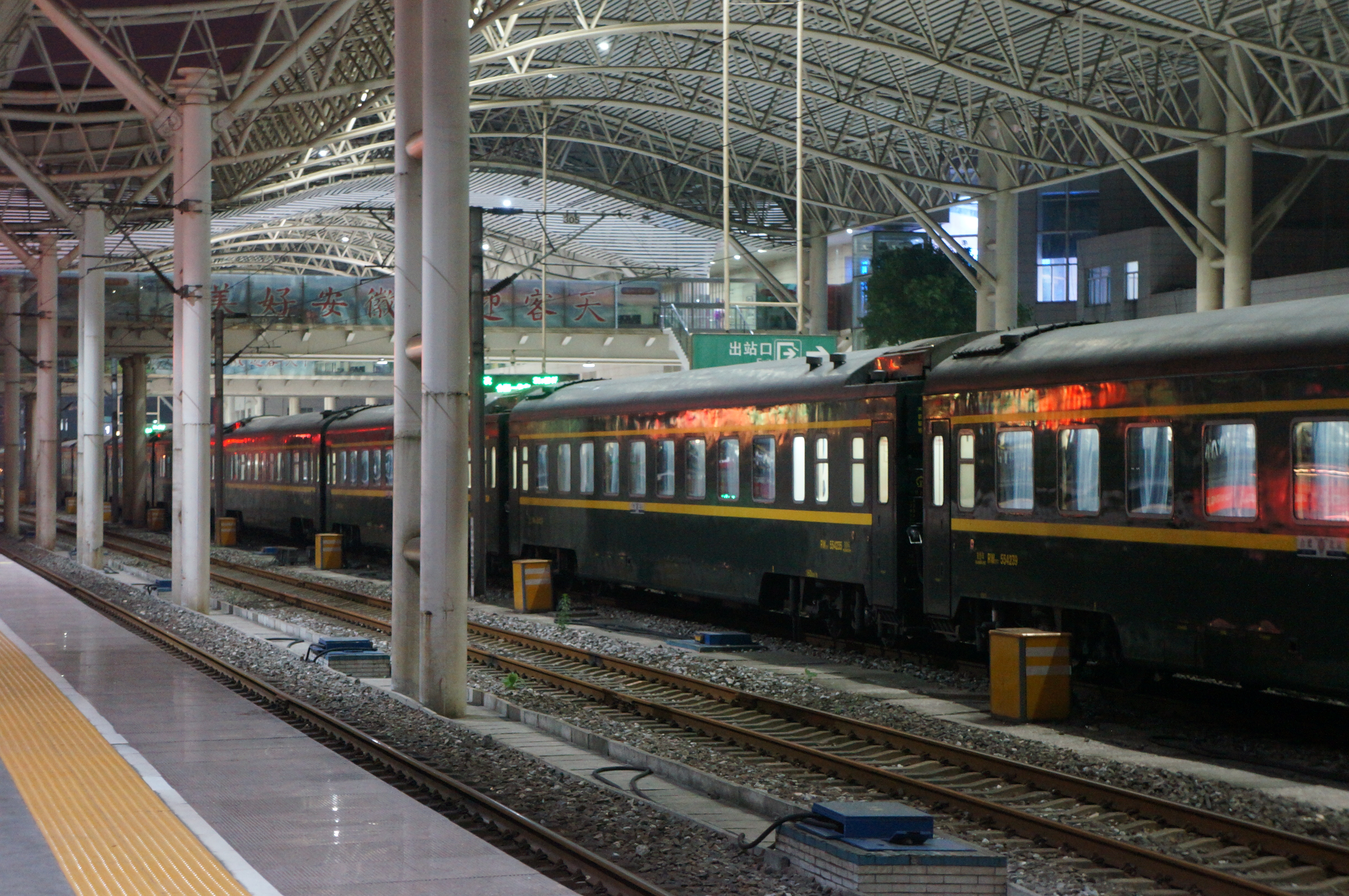
列车在合肥站待发

Z225/228、Z227/226次列车目前使用配属上海铁路局合肥车辆段的国产型中国铁路25T型客车，使用AC380V制式供电，编组情况如下：
| 车厢编号 | 1-8          | 9                | 10         | 11-18        |
| 车型     | RW25T 软卧车 | RW19T 高级软卧车 | CA25T 餐车 | YW25T 硬卧车 |

## 机车交路
Z225/228、Z227/226次列车全程由东风11G型内燃机车牵引，该机车可直接向列车提供电能，用于列车内空调和水炉等设备需要，因此列车不需要再额外加挂一节空调发电车。
| 车站区段               | 北京豐臺 ↔ 合肥                                    |
| 本务机车 配属 司機更替 | 东风11G型内燃机车 京局京段 北京/合肥司機在阜陽輪乘 |

## 时刻表
- 数据截至2023年7月1日。

| Z225/228次 | Z225/228次 | Z225/228次 | Z225/228次 | Z225/228次 | 停靠站   | Z227/226次 | Z227/226次 | Z227/226次 | Z227/226次 | Z227/226次 |
| 车次       | 里程       | 天数       | 到点       | 开点       | 停靠站   | 到点       | 开点       | 天数       | 里程       | 车次       |
| ---------- | ---------- | ---------- | ---------- | ---------- | -------- | ---------- | ---------- | ---------- | ---------- | ---------- |
| Z225       | 0          | 当天       | —          | 21:59      | 北京豐臺 | 07:46      | —          | 第二天     | 1107       | Z226       |
| Z225       | —          | 第二天     | ↓          | ↓          | 衡水     | 05:30      | 05:32      | 第二天     | 839        | Z226       |
| Z225       | 849        | 第二天     | 04:44      | 04:50      | 阜阳     | 00:29      | 00:54      | 第二天     | 258        | Z226       |
| Z225       | 959        | 第二天     | 05:45      | 05:49      | 霍邱     | 23:17      | 23:22      | 当天       | 148        | Z226       |
| Z228       | 1015       | 第二天     | 06:34      | 06:37      | 六安     | 22:34      | 22:38      | 当天       | 92         | Z227       |
| Z228       | 1107       | 第二天     | 07:41      | —          | 合肥     | —          | 21:40      | 当天       | 0          | Z227       |